# Alicante
Alicante (spanisch) bzw. Alacant (valencianisch) ist eine spanische Hafenstadt an der Costa Blanca  mit 358.720 Einwohnern (Stand: 2024). Alicante ist die Hauptstadt der gleichnamigen Provinz und nach Valencia die wichtigste Stadt der autonomen Valencianischen Gemeinschaft.
Ihre Wirtschaft basiert hauptsächlich auf Tourismus und Weinproduktion. Neben Wein werden auch Olivenöl und Obst exportiert. Daneben gibt es Leichtindustrien wie die Lebensmittelverarbeitung sowie eine Leder-, Textil- und Steinzeugindustrie.
Außerdem ist Alicante seit 1994 der Sitz des Amts der Europäischen Union für Geistiges Eigentum.

## Geschichte
Die ältesten Zeugnisse menschlicher Siedlung auf dem Stadtgebiet finden sich in der Cova del Fum in Fontcalent aus dem dritten Jahrtausend vor Christus. Südlich des Flugplatzes von Alicante, an der Mündung des Rio Segura, liegt die älteste Ansiedlung der Gegend, die phönizische Gründung La Fonteta aus dem 9. Jahrhundert v. Chr.
Alicante wurde erst 500 Jahre später, um das Jahr 325 v. Chr., von griechischen Siedlern aus Marseille als Akra Leuke (griechisch: Ἄκρα Λευκή = „weißer Berg“ oder „weiße Spitze“) gegründet. Hamilkar Barkas errichtete 3 km nördlich des heutigen Stadtzentrums eine Festung. Sein Sohn Hannibal soll hier seine Elefanten abgeladen haben. 201 v. Chr. wurde es von den Römern erobert, die es Lucentum nannten. Zwischen 718 und 1249 n. Chr. wurde die Stadt von den Mauren beherrscht, die sie اللقنت / al-Laqant nannten. 1265 wurde die Stadt von Jakob I. zurückerobert und in das Königreich von Aragon einbezogen. Das Stadtwappen zeigt eine Festung, darüber ein Schildchen mit dem Wappen des Königreichs Valencia. Die Kette des Ordens vom Goldenen Vlies und die Initialen erinnern an Karl I.
1490 erhielt Alicante das Stadtrecht. 1684 wurde es von der Pest heimgesucht und fast völlig entvölkert. 1691 schoss der Graf d’Estrées mit einem französischen Geschwader die Stadt in Brand. Im Spanischen Erbfolgekrieg erstürmten die Engländer 1706 die Stadt für Karl III. Während der Belagerung von Alicante durch die Franzosen unter General Asfeld im Jahr 1709 wurde der englische Kommandant der Zitadelle, Oberst Richard, mit seinem ganzen Stab in die Luft gesprengt. Auch 1812 wurde die Stadt von den Franzosen belagert. Am 27. Januar 1844 fand hier ein Volksaufstand unter Bonnet statt, der am folgenden 6. März unterdrückt wurde, als die Stadt vor den Regierungstruppen kapitulierte. Im Sommer 1873 erklärte sich Alicante während der föderalistischen Revolution gleich Cartagena für unabhängig von der Zentralregierung in Madrid, unterwarf sich jedoch bald wieder. Es wurde deshalb am 27. September 1873 von zwei aus Cartagena ausgelaufenen Kriegsschiffen der Insurgenten zur Anerkennung des Kantons Cartagena aufgefordert und nach der Weigerung mit 700 Geschossen, darunter vielen Petroleum-Bomben, beschossen. Alicante widerstand aber dem Angriff durch tapfere Verteidigung und zwang die beschädigten Kriegsschiffe zum Rückzug.

## Sprachen
Zu Beginn des 20. Jahrhunderts war Alicante eine überwiegend katalanischsprachige Stadt.
Die Attraktivität des Standortes brachte bereits Ende der 19. Jahrhundert auch spanischsprachige Menschen in die Stadt.
Während der Franco-Diktatur wurde die Nutzung der regionalen Sprache so stark unterdrückt, dass die spanische Sprache noch stärker Fuß fasste. Auch der katalanische Name der Stadt, Alacant, durfte nicht mehr verwendet werden. Heute sind beide Sprachen (Spanisch und Valencianisch) Amtssprachen. Nicht zuletzt durch die intensive Förderung der Regionalregierung der Valencianischen Gemeinschaft erlebt das Valencianische/Katalanische eine Renaissance. So ist auch der Name Alacant, neben der spanischen Bezeichnung Alicante, seit 1990 wieder amtlich. Die jüngste Bevölkerungsgruppe (15 bis 24 Jahre) konnte 2008 am besten in Valencianisch schreiben und sprechen, während beim Sprechen sonst die älteren dies besser beherrschen als die jüngeren.
| katalanische Sprache in Alicante | 1986    | 1991    | 2001    |
| -------------------------------- | ------- | ------- | ------- |
| Verstehen                        | 56,19 % | 71,57 % | 79,31 % |
| Sprechen                         | 21,54 % | 24,90 % | 27,26 % |
| Lesen                            | 11,94 % | 23,80 % | 31,90 % |
| Schreiben                        | 3,39 %  | 7,95 %  | 14,84 % |

Für das Jahr 2003 gab das spanische Instituto Nacional de Estadística einen Anteil der Katalanisch sprechenden Bürger an der Gesamtbevölkerung der Stadt Alicante von 33 Prozent an. Eine Studie des valencianischen Bildungsministeriums ermittelte 2008, dass nur 2,9 % der Bevölkerung der Stadt zu Hause überwiegend Valencianisch sprechen, während 76,2 % nie Valencianisch sprechen.

## Sehenswürdigkeiten

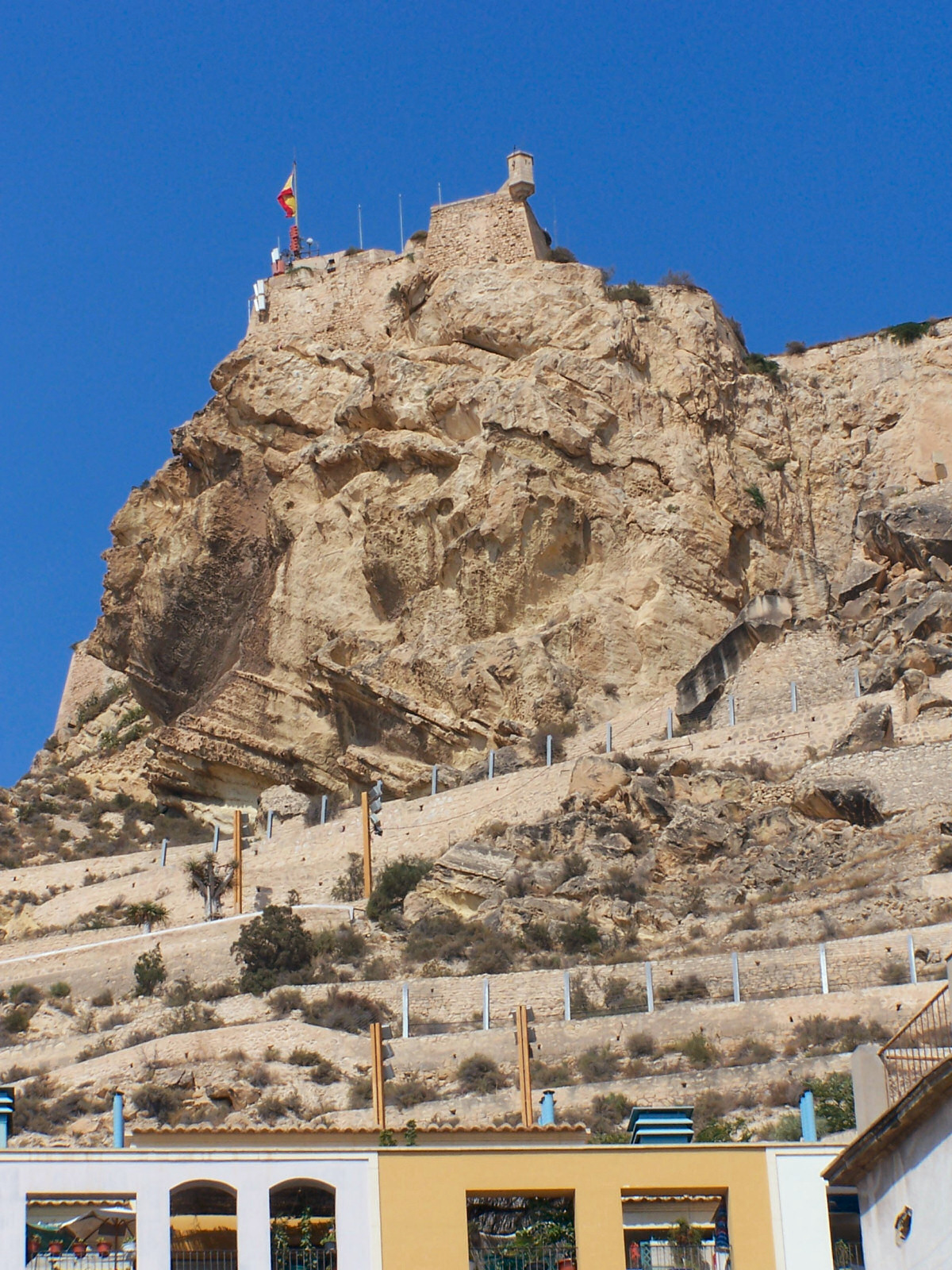
Castillo de Santa Bárbara

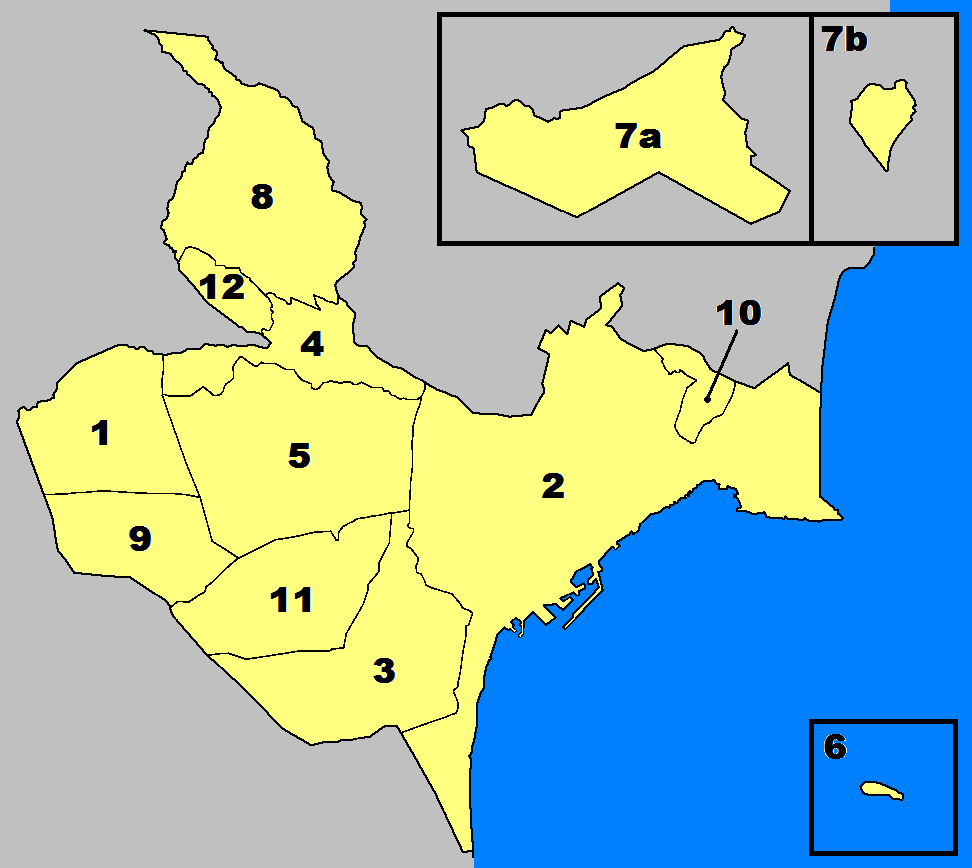
Stadtgebiet

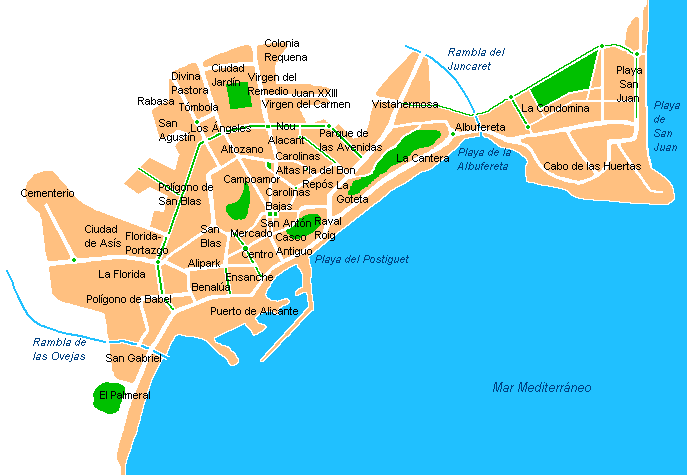
Stadtteile der Kernstadt

Alle offiziellen Stadtteile

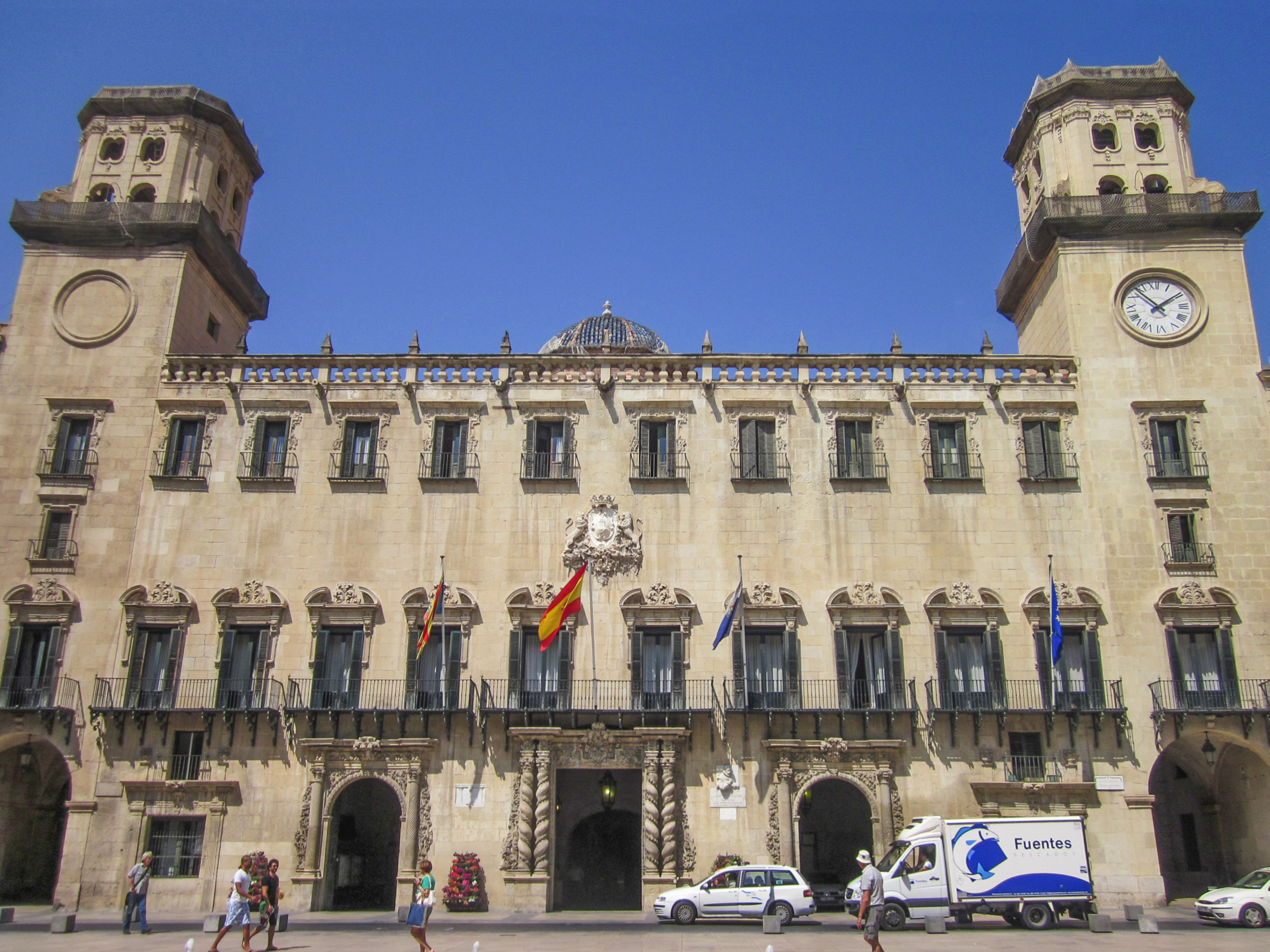
Casa consistorial de Alicante

Zu den bedeutendsten Sehenswürdigkeiten der Stadt gehören die Burg Castillo de Santa Bárbara und der Hafen von Alicante. Der letztere war in den Jahren 2006 und 2007 heftig umstritten, als die Bewohner erfolgreich seine Industrialisierung verhinderten. Die Burg Santa Bárbara befindet sich auf dem Hügel Benacantil hoch über der Stadt. Der Turm an ihrer Spitze ist der älteste Teil der Burg, während Teile ihres Unterbaus und ihre Grundmauern erst später im 18. Jahrhundert konstruiert wurden.
Die Promenade Explanada de España, bestehend aus 6,5 Millionen Marmorsteinchen, gesäumt von Palmen, ist ein abendlicher Treffpunkt der Alicantiner. Sie ist der Ort für den typischen spanischen Paseo oder für Musikkonzerte unter freiem Himmel. Die Promenade nimmt ihren Lauf vom Hafen, in dem der Nachbau der Santísima Trinidad liegt, bis zur Gran Vía. Am Ende der Promenade befindet sich ein Monument von Vicente Bañuls aus dem 19. Jahrhundert.
Das Viertel Santa Cruz (Spanisch: Barrio de la Santa Cruz) ist ein farbenfroher Teil der Altstadt, der südwestlich der Burg Santa Bárbara liegt. Die kleinen Häuser sind entlang des Hügels gebaut und führen in engen Gassen, die mit Flaggen und Blumentöpfen dekoriert sind, hinauf zur Burg und den Stadtmauern.
Hauptkirche Alicantes und Bischofssitz der Diözese Orihuela-Alicante ist die Concatedral de San Nicolás de Bari. Sie stammt aus dem 17. Jahrhundert und ist im Herrera-Stil gehalten.
Der Park El Palmeral ist einer der Parks von Alicante. Er ist, ursprünglich hervorgegangen aus einem großen Palmengarten, mit Spazierwegen, Kinderspielplätzen, Seen und Bächen, Picknicktischen, einem Auditorium für Konzerte und einer Aussicht über die Bucht von Alicante.
Ein weiterer Park, der „Parque de la Ereta“, befindet sich auf dem Berg Benacantil und verläuft von der Burganlage bis hinunter in die Altstadt Alicantes. Der Park wurde von den französischen Landschaftsarchitekten Marc und Frédéric Bonnet Bigarnet gestaltet. Im Rahmen der Sanierung der Burganlage wurde 1994 von der Stadtverwaltung ein europaweiter Wettbewerb veranstaltet.
Von Alicante aus wird die wenige Kilometer entfernte Insel Tabarca verwaltet. Einst ein Schlupfwinkel für Piraten, wird die Insel heute von Touristen besucht. Sehenswert ist die Stadtbefestigung mit Toren und Schanzen, die Wehrkirche Iglesia de San Pedro y San Pablo, das Haus des Gouverneurs, die Grotte Cueva del Llop Marí mit Zugang vom Meer aus und der Torre de San José, ein 27 m hoher, einzel stehender Wachturm, dessen Bau auf Plänen aus dem 14. Jahrhundert beruht. Zu erreichen ist die Insel mit Booten vom Hafen von Alicante oder von Santa Pola aus.
Weitere Sehenswürdigkeiten sind:
- das Kloster Santa Faz aus dem 15. Jahrhundert im barocken Stil, das 5 km außerhalb der Stadt liegt.[10]
- die Verteidigungsanlage des Huerta de Alicante (15. bis 18. Jahrhundert). Sie wurde erbaut, um die Barbaresken-Korsaren fernzuhalten. Heute sind noch rund 20 Türme erhalten
- das barocke Haus Casa de la Asegurada (1685), das das älteste bürgerliche Gebäude der Stadt darstellt. Heute beherbergt es das Museum zeitgenössischer Kunst (Museo de Arte Contemporáneo de Alicante, MACA)
- Casa consistorial de Alicante (18. Jahrhundert), ebenso im barocken Stil; in diesem Gebäude findet man den „cota cero“, der Referenzpunkt für die Meereshöhe 0 (alle anderen Meereshöhen beziehen sich auf diesen Punkt)
- das Kloster Canónigas de San Agustín aus dem 18. Jahrhundert
- der Palast Gravina (1748–1808), in dem das Museum Museo de Bellas Artes Gravina (MUBAG) zu finden ist
- die Festung San Fernando (1808–1812).[11]

## Museen
Eine Ausstellung des Archäologischen Museums der Provinz Alicante (Museo Arqueológico Provincial de Alicante) zeigt lokale Fundstücke von der Steinzeit bis zum frühen 20. Jahrhundert. Die Ausstellung ist in drei Räume aufgeteilt, die drei archäologischer Methoden (Boden-, Wasser- und Unterwasserarchäologie) mittels Dioramen, audio-visuellen sowie interaktiven Elementen zeigen. Das Museum wurde im Jahr 2004 als Europäisches Museum des Jahres ausgezeichnet.
Das Museum Museo de Bellas Artes Gravina (MUBAG) präsentiert eine Vielzahl von Gemälden und Skulpturen aus dem 16. bis frühen 20. Jahrhundert.
Das Museum zeitgenössischer Kunst (Museo de Arte Contemporáneo de Alicante, MACA) in der Casa de La Asegurada aus dem Jahr 1685 beherbergt eine große Kollektion von Werken des 20. Jahrhunderts. Den Grundstock bilden dabei die 1977 von Eusebio Sempere gestifteten 177 Werke von 114 Künstlern (darunter Dalí, Picasso, Joan Miró, Kandinsky und Chagall). Dazu kommen 134 Werke aus dem Nachlass der in Alicante geborenen Künstlerin Juana Francés sowie über 500 Werke von Sempere, die die Stadtverwaltung seit 1997 angekauft hat.
Das Volvo Ocean Race Museum wurde im Juni 2012 im Hafen eröffnet und widmet sich der Segelschifffahrt sowie der Geschichte der Regatta.
Weitere Museen von eher geringerer Bedeutung sind:
- Museum der Universität Alicante (wie die Universität selbst bereits in der Nachbargemeinde San Vicente del Raspeig gelegen web)
- Museo del Agua-Pozos de Garrigós
- Krippenmuseum
- Stadtarchiv im Palacio de Maisonneuve
- Stierkampfmuseum in der Stierkampfarena
- Hogueras-Museum
- Städtisches Keramik-Museum
- Fischmarkthalle (Lonja de Pescado) mit Wechselausstellungen
- Städtisches Kunstzentrum
- MUSA (Museum der Stadt Alicante) im Castillo de Santa Bárbara
- Museum Nueva Tabarca

## Veranstaltungen
Die wichtigste Festlichkeit in Alicante sind die Hogueras de San Juan vom 21. bis 24. Juni, die den Fallas in Valencia ähneln. Bei diesen Johannisfeuern werden in der ganzen Stadt haushohe, kunstvolle Skulpturen verbrannt. Zu den Hogueras wird außerdem ein Feuerwerkswettbewerb ausgetragen.
Vor Ostern finden in Alicante Prozessionen zur Semana Santa statt. Die Bewohner des Viertels San Blas feiern die Moros y Cristianos. Am zweiten Donnerstag nach Ostern ist der Tag der „Romería de la Santa Faz“, einer Wallfahrt in ein etwas außerhalb Alicantes gelegenes Kloster, in dem ein Leintuch mit dem Gesichtsabdruck Christi als Reliquie verehrt wird. Die Reliquie befindet sich seit dem 15. Jahrhundert in dem Kloster, ihr werden Wunder nachgesagt.

## Verkehr
Es gibt regelmäßige Fährverbindungen zu den Balearen und ins algerische Oran sowie einen internationalen Flughafen in der Nähe. Zum öffentlichen Nahverkehr gehören zahlreiche Buslinien sowie vier Stadtbahn-Linien.
Im Bahn-Fernverkehr ist Alicante mit Direktzügen von/nach Madrid und Barcelona mehrmals täglich erreichbar, seit Juni 2013 besteht auch eine Hochgeschwindigkeitsverbindung mit der spanischen Hauptstadt. Alicante hat eine der ältesten Eisenbahnverbindungen Spaniens. Der Bahnhof Alicante Terminal ist der größte des Ortes.

## Ökologie
Seit dem 31. Januar 2025 gilt in Alicante die neu eingerichtete Umweltzone (Zona de Bajas Emisiones, ZBE). Ziel dieser für alle spanischen Städte mit mehr als 50.000 Einwohnern verpflichtenden Maßnahme soll die Zufahrtsbeschränkung für Fahrzeuge mit hohem Schadstoffausstoß sein. Mit der Investition von 4,4 Millionen Euro wurden 75 Kameras im Stadtgebiet installiert, die zwar Nummernschilder und ZBE-Aufkleber erfassen können, allerdings ohne Konsequenzen für Autofahrer. 12 Messgeräte registrieren außerdem Daten zur Luftqualität, um zu einem späteren Zeitpunkt über weitere Maßnahmen entscheiden zu können. Lediglich im Bereich der historischen Altstadt ist die Zufahrt auf Anwohner beschränkt, was aber schon seit 2011 so ist.

## Bildung

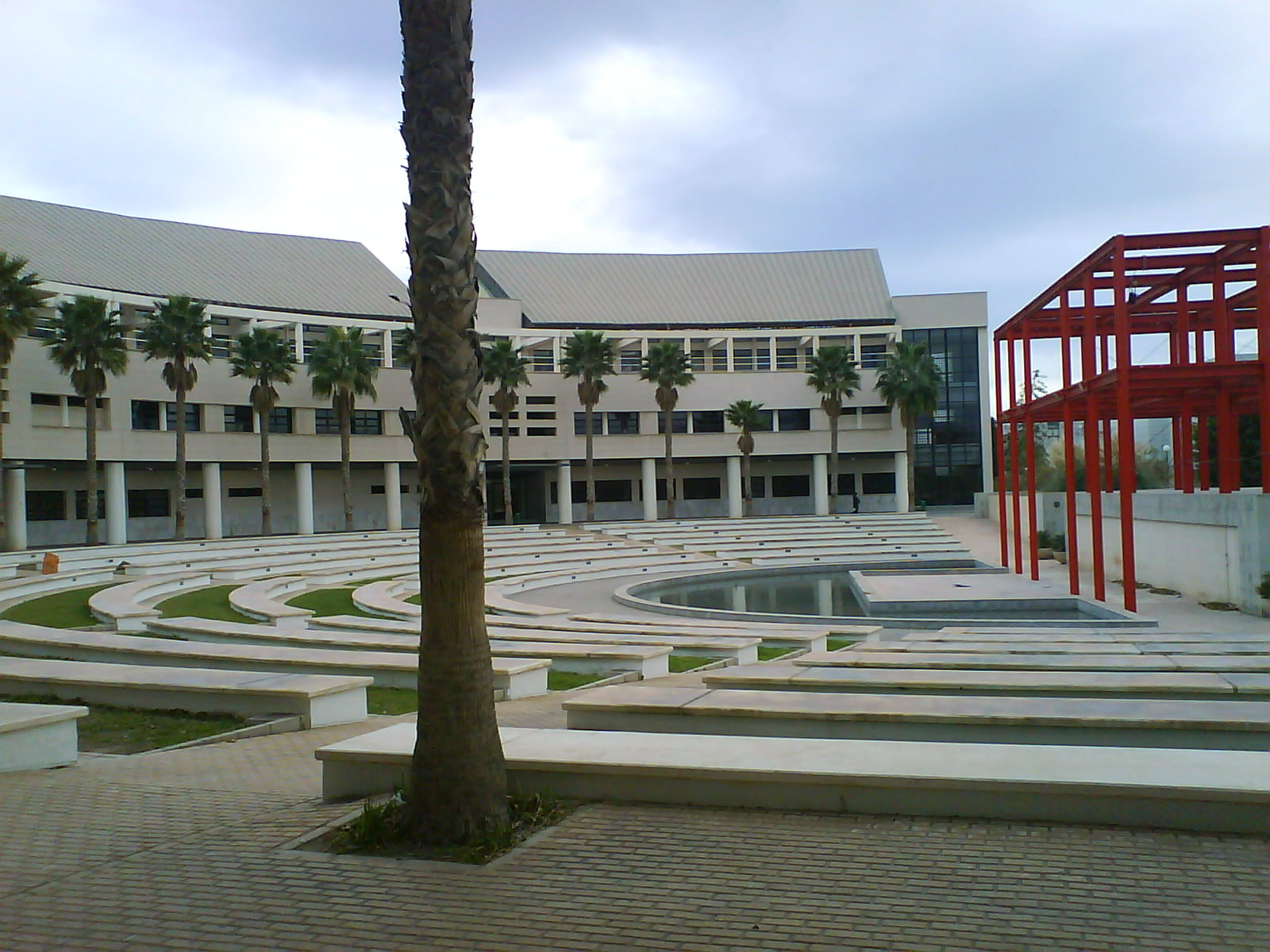
Der zentrale Campus der Universität in San Vicente del Raspeig

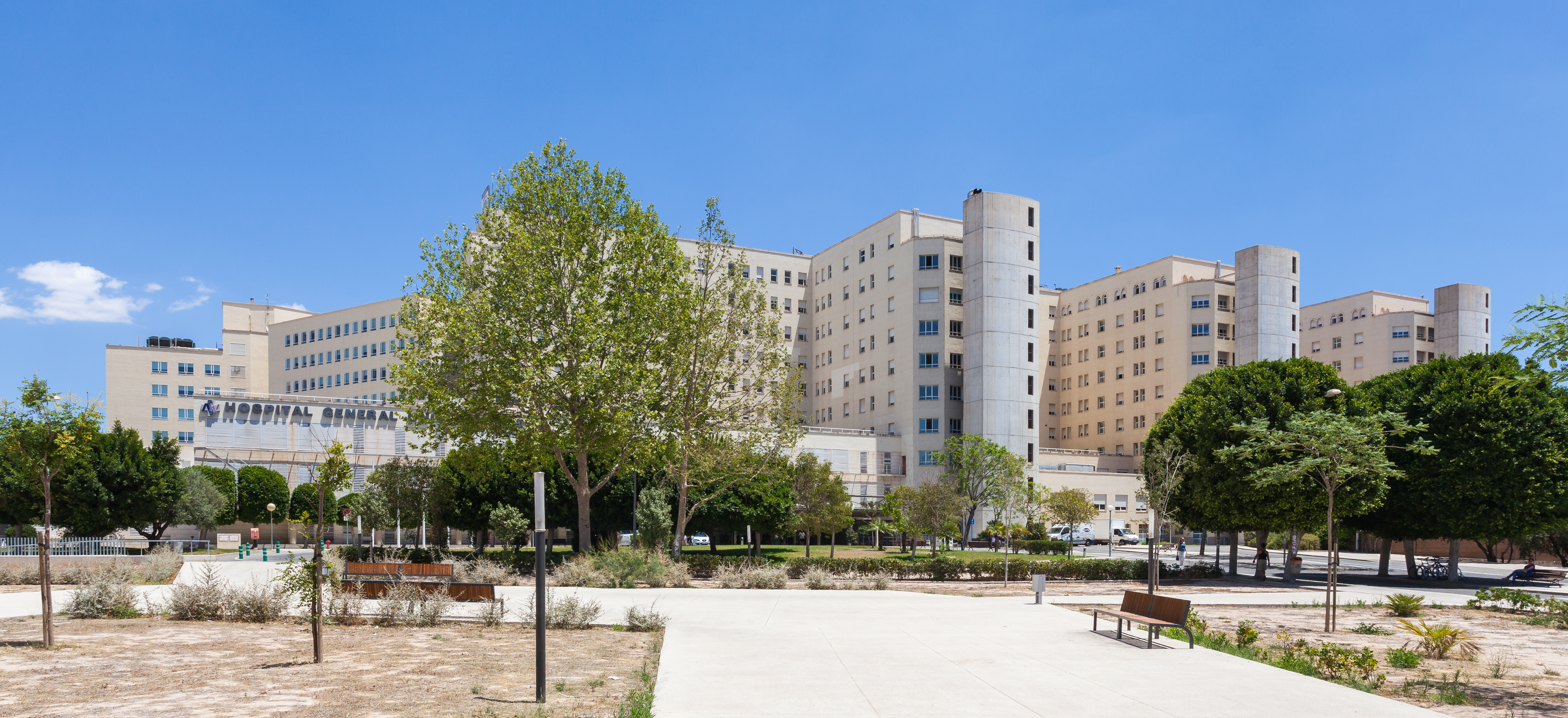
Universitätskrankenhaus Alicante – Hospital General Universitario

Die Universität Alicante wurde 1979 gegründet und befindet sich auf einem großen Campus im Norden von Alicante in der Stadt San Vicente del Raspeig, ist aber direkt mit der Stadtbahn erreichbar. Im Studienjahr 2021–2022 waren 32.000 Studierende immatrikuliert.
Zur Fakultät der Gesundheitswissenschaften gehört auch ein neu gebautes Universitätsklinikum in Alicante nördlich der Innenstadt am Carrer Colombia, ebenfalls mit der Stadtbahn erreichbar.
Darüber hinaus gibt es ein breites Angebot an Schulen und beruflichen Weiterbildungsstätten.
Da Alicante Sitz einer europäischen Institution ist, dem Amt der Europäischen Union für geistiges Eigentum, gibt es seit 2002 eine Europäische Schule, die auch eine deutschsprachige Sektion aufweist und östlich der Innenstadt im Neubauviertel Condomina liegt.

## Sport
Im Ort wurde im Club Balonmano Alicante sehr erfolgreich Handball gespielt. Aktuell treten die Vereine Club Balonmano Eón Alicante und Club Fundación Balonmano Agustinos Alicante in der 2. Liga an.

## Partnerstädte
Alicante unterhält Partnerschaften mit mindestens 14 Städten, darunter:
- Nizza, Frankreich[22]
- Oran, Algerien[23]
- Wenzhou, Volksrepublik China.[24]

## Sonstiges
Eine gastronomische Spezialität der Stadt ist Turrón (katalanisch Torró). Er besteht normalerweise hauptsächlich aus Mandeln (ca. 60 %), Eiklar und Honig, doch mittlerweile gibt es Turrón auch mit Nougat und Nüssen sowie in einigen weiteren Variationen.
In der Buchreihe Chroniken der Unterwelt lautet der Name der Schattenjäger-Hauptstadt ebenfalls Alicante.

## Söhne und Töchter der Stadt
- Rafael Pastor Marco (1860–1943), spanisch-kubanischer Komponist und Musikpädagoge
- Carlos Arniches (1866–1943), Bühnenautor
- José Rojas Moreno (1893–1973), Diplomat
- Pedro Ferrándiz (1928–2022), Basketballtrainer und Funktionär
- Francisca Aguirre (1930–2019), Dichterin und Autorin
- José Tomás (* 1934), Gitarrist und Musikpädagoge
- Jaime Morey (1942–2015), Sänger
- Pedro Solbes (1942–2023), Politiker, Minister
- Jeanne Mas (* 1958), Musikerin
- Francisco Simón Conesa Ferrer (* 1961), römisch-katholischer Bischof
- Ramón López (* 1961), Jazzschlagzeuger
- Arturo Javier García Pérez (* 1967), römisch-katholischer Geistlicher, Weihbischof in Valencia
- Santos González (* 1973), Radrennfahrer
- Fele Martínez (* 1975), Schauspieler
- Macarena Olona Choclán (* 1979), Juristin und Politikerin
- Lucía Tavera (* 1979), Badmintonspielerin
- Carlos Grau Cussac (1986), Handballspieler
- María del Mar Jover (* 1988), Weitspringerin
- Sergio Gutiérrez Ferrol (* 1989), Tennisspieler
- Álvaro Regalado Pedrol (* 1999), Tennisspieler
- Iñaki Peña (* 1999), Fußballtorhüter
- Roberto Domènech (* 2002), Handballtorwart
- Cristhian Mosquera (* 2004), spanisch-kolumbianischer Fußballspieler
- Alexander Murillo (* 2006), Fußballspieler

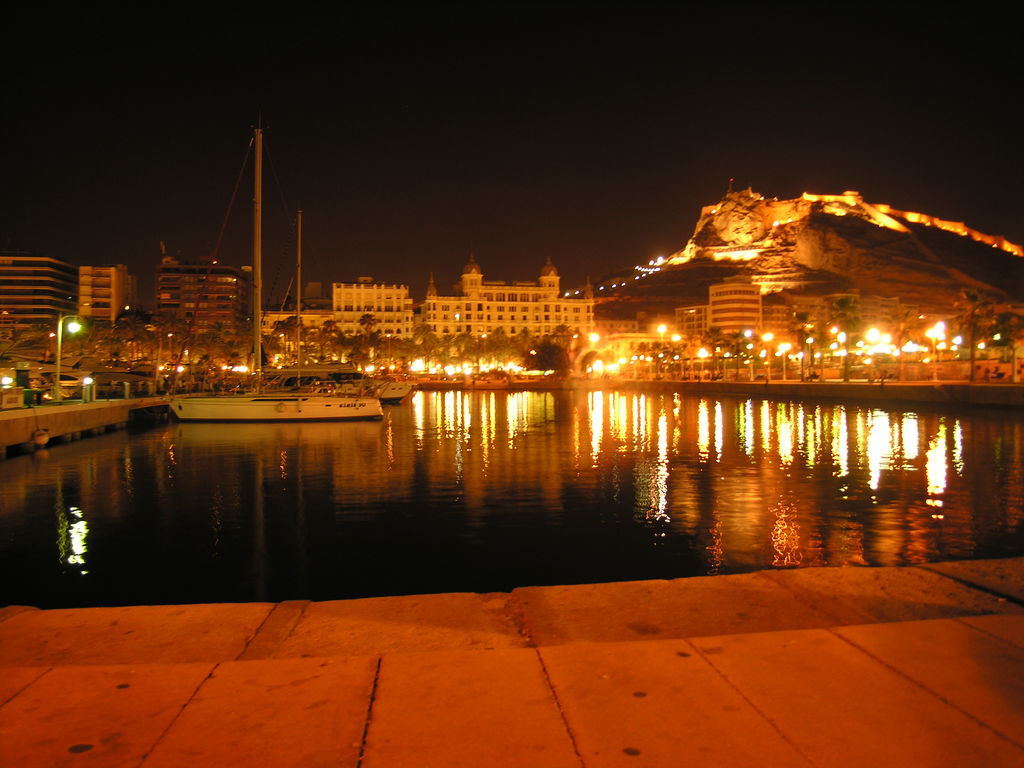
Blick auf eine Marina bei Nacht
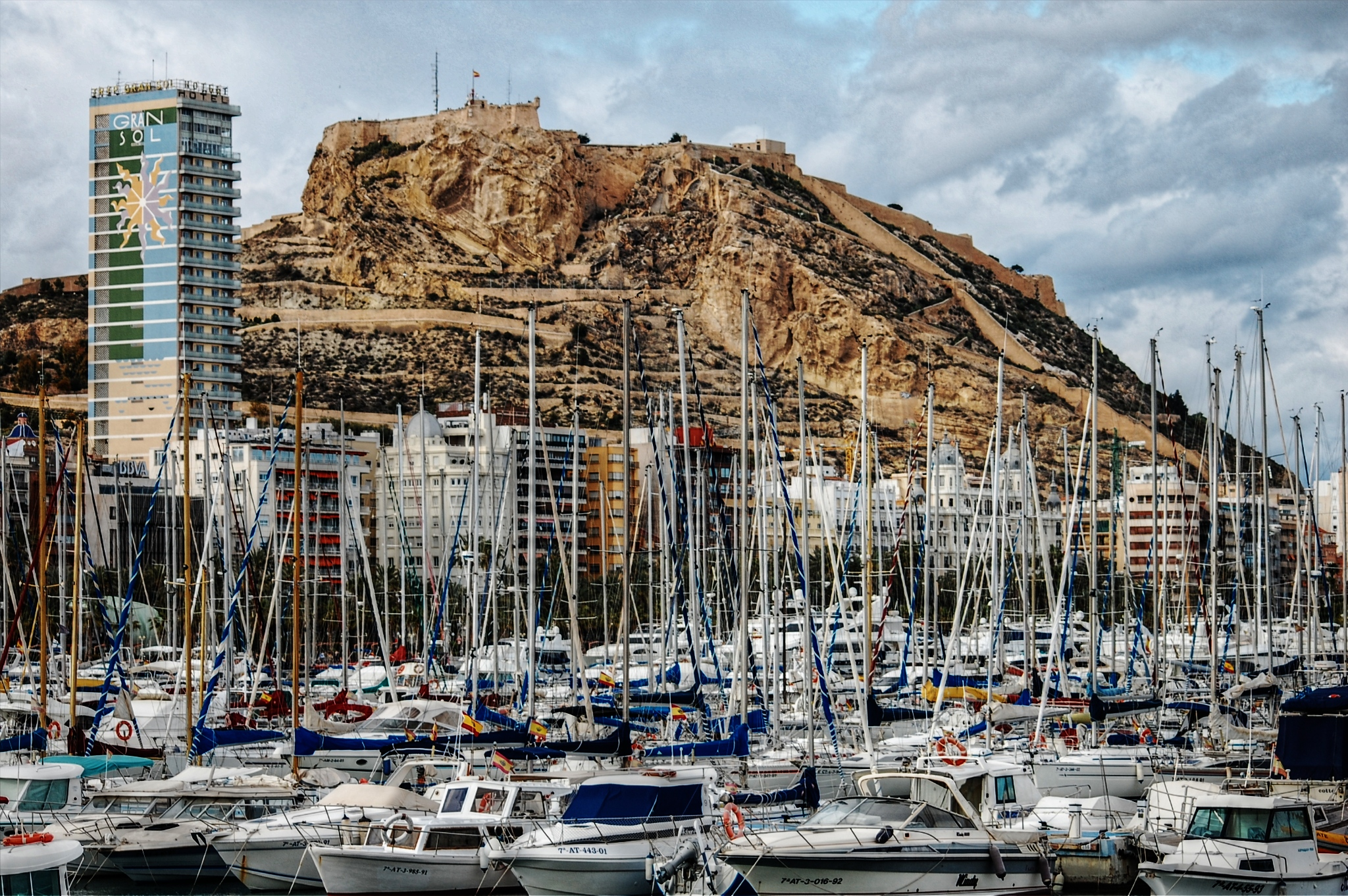
Hafen von Alicante
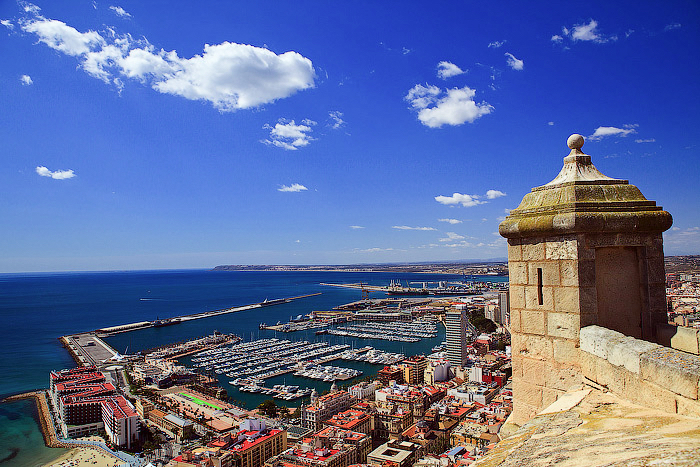
Blick auf den Hafen
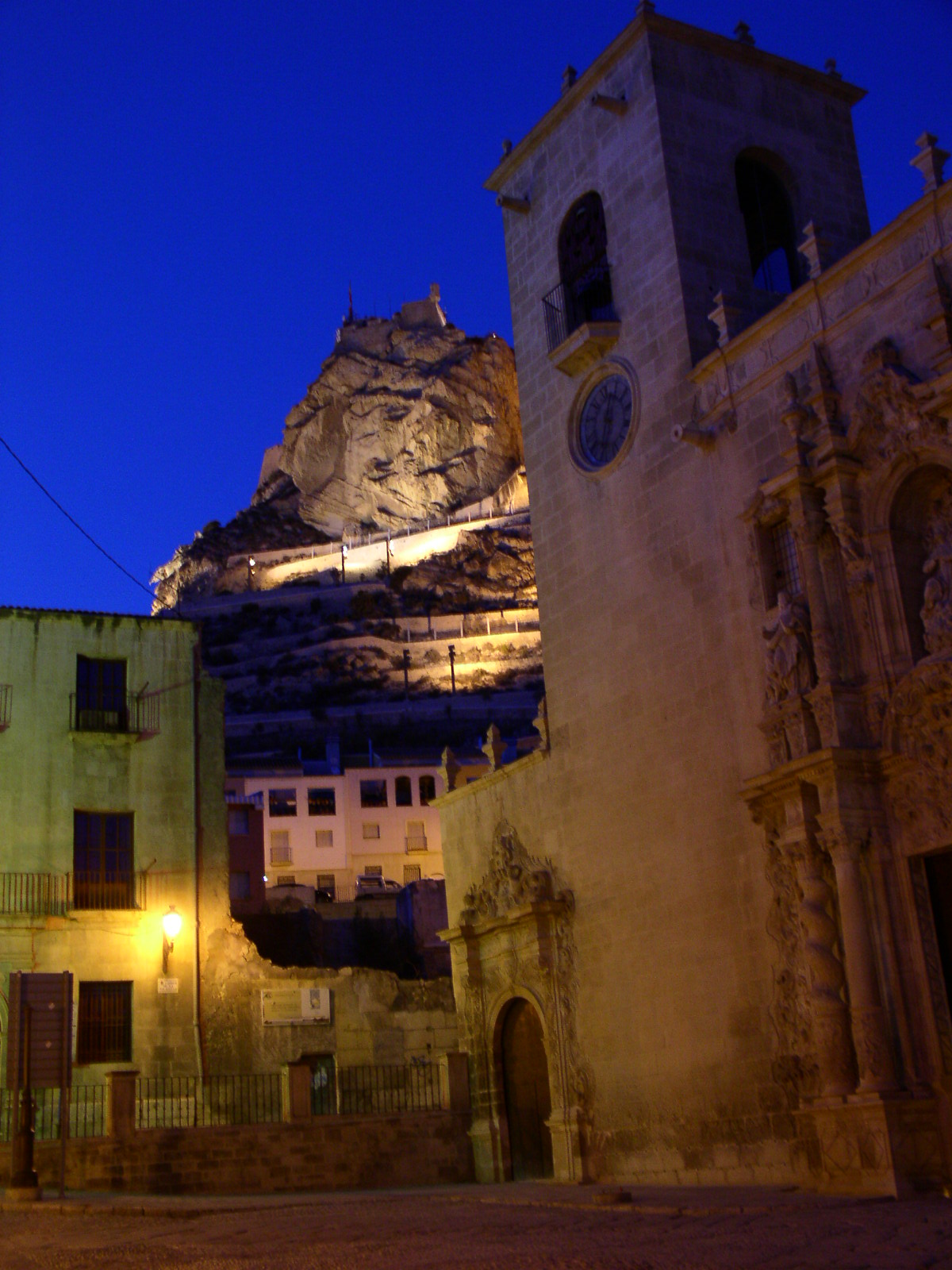
Kirche Santa Maria und die Burg bei Nacht
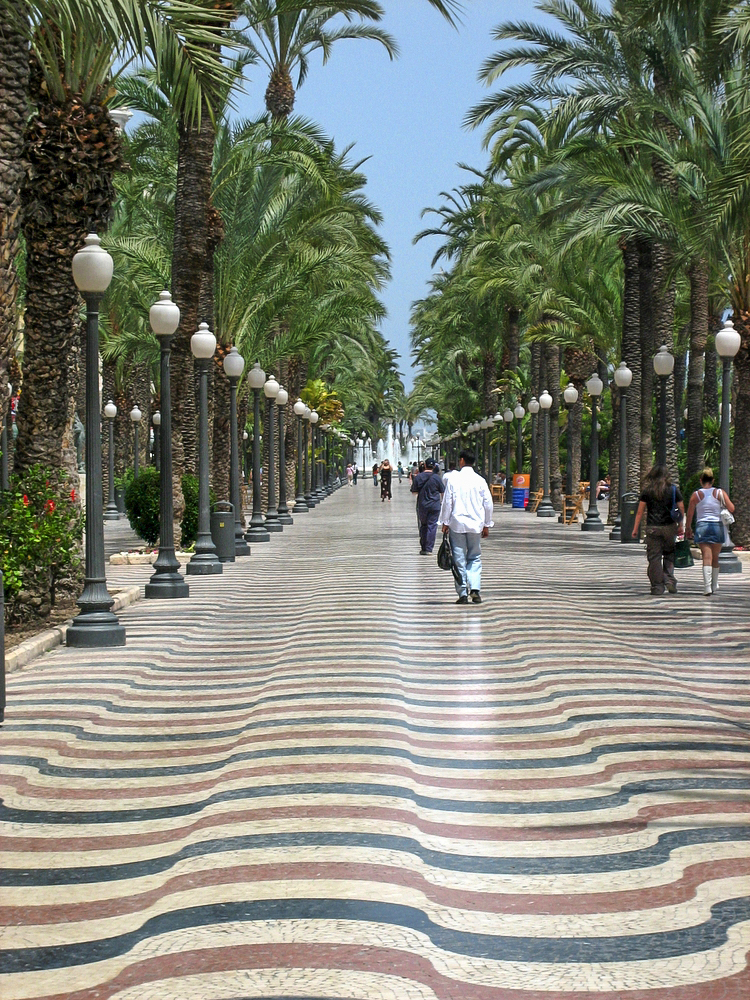
Explanada de España
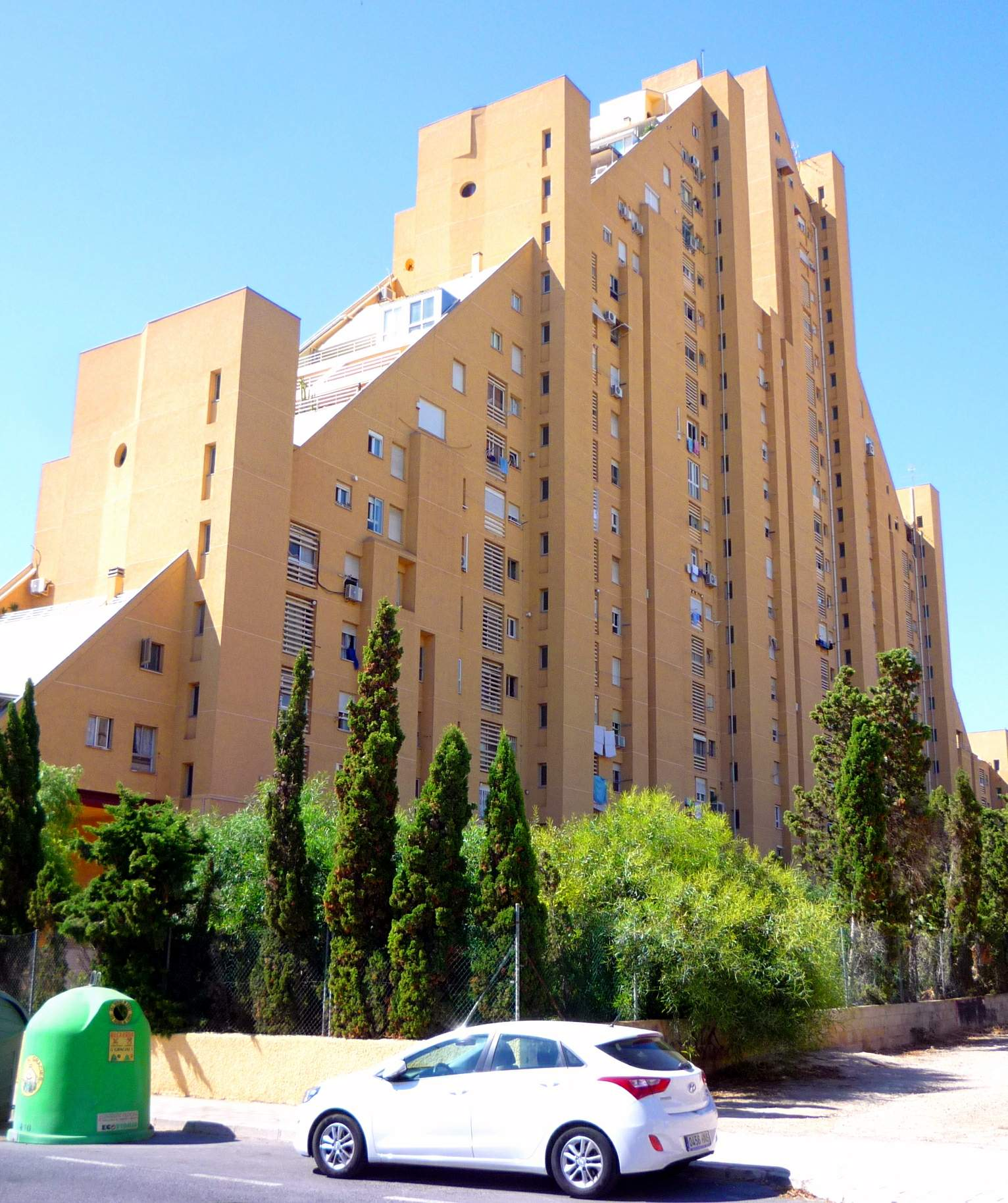
Edificio Montreal (La Pirámide)

## Klimatabelle
|                       | Jan  | Feb  | Mär  | Apr  | Mai  | Jun  | Jul  | Aug  | Sep  | Okt  | Nov  | Dez  |   |      |
| Mittl. Tagesmax. (°C) | 16,9 | 17,8 | 19,5 | 21,3 | 24,2 | 27,7 | 30,8 | 31,1 | 29,1 | 24,7 | 20,2 | 17,2 | ⌀ | 23,4 |
| Mittl. Tagesmin. (°C) | 6,3  | 6,9  | 8,0  | 10,0 | 13,0 | 16,6 | 19,3 | 19,9 | 17,3 | 13,6 | 9,7  | 7,0  | ⌀ | 12,3 |
|                       |      |      |      |      |      |      |      |      |      |      |      |      |   |      |
| Niederschlag (mm)     | 20   | 27   | 25   | 34   | 32   | 22   | 4    | 8    | 41   | 66   | 42   | 34   | Σ | 355  |
|                       |      |      |      |      |      |      |      |      |      |      |      |      |   |      |
| Regentage (d)         | 5    | 4    | 6    | 6    | 6    | 3    | 1    | 2    | 5    | 7    | 6    | 6    | Σ | 57   |
|                       |      |      |      |      |      |      |      |      |      |      |      |      |   |      |
| Wassertemperatur (°C) | 14   | 14   | 14   | 15   | 17   | 20   | 24   | 24   | 24   | 20   | 17   | 15   | ⌀ | 18,2 |
|                       |      |      |      |      |      |      |      |      |      |      |      |      |   |      |
| Luftfeuchtigkeit (%)  | 67   | 65   | 63   | 65   | 65   | 65   | 64   | 68   | 69   | 70   | 69   | 68   | ⌀ | 66,5 |

| 6,3 |

| 6,9 |

| 8,0 |

| 10,0 |

| 13,0 |

| 16,6 |

| 19,3 |

| 19,9 |

| 17,3 |

| 13,6 |

| 9,7 |

| 7,0 |

| 6,3 |

| 6,9 |

| 8,0 |

| 10,0 |

| 13,0 |

| 16,6 |

| 19,3 |

| 19,9 |

| 17,3 |

| 13,6 |

| 9,7 |

| 7,0 |